# Tarell Alvin McCraney
Tarell Alvin McCraney (Liberty City, Florida, 1980. október 17. –) Oscar-díjas amerikai drámaíró és színész.
2017. július 1-e óta a Yale Egyetemhez tartozó Yale School of Drama vezetője. Tagja a Miamiben székelő Teo Castellanos/D Projects Színtársulatnak.
Barry Jenkins rendezővel közösen írták a 2016-ban forgatott Holdfény című film forgatókönyvét, amelynek alapját saját drámája, az In Moonlight Black Boys Look Blue képezi és amelyért Oscar-díjat kaptak a a legjobb adaptált forgatókönyv kategóriában. Továbbá ő írta a Steven Soderbergh által rendezett és a Netflixen 2019. február 8-án bemutatott High Flying Bird című film forgatókönyvét is.

## Élete és pályafutása
McCraney Florida város Liberty City negyedébn született. Miamiban művészeti középiskolában tanult, ahol kitűnő eredménnyel végzett. Ezután a chicagói katolikus DePaul Egyetem színiiskoláján tanult tovább, majd 2007 májusában a Yale Egyetem drámatagozatán diplomázott.
Színészként olyan ismert rendezőkkel működött együtt, mint Tina Landau (Steppenwolf Theatre Company), David Cromer és Peter Brook. Utóbbival több közös workshopot is tartottak. Dolgozott a párizsi Bouffes du Nord színházban is.
2009-től 2011-ig a Royal Shakespeare Companynál dolgozott. 2013-ban McArthur Ösztöndíjat kapott.
Egy színiiskolai projekt keretében írta az In Moonlight Black Boys Look Blue című művét. Ez az írás nem annyira színházi darab, inkább egyfajta vizuális megjelenítése annak, hogy fiatalon miként élte meg homoszexualitását Liberty Cityben. A művet soha nem mutatták be és nyomtatásban sem jelent meg. A feledésre ítélt darabot az ugyanott felnövő Barry Jenkins rendező fedezte fel, és ezután közösen hozták létre belőle a Holdfény című film forgatókönyvét. Mind a film, mind pedig a forgatókönyv Oscar-díjat kapott 2017-ben.
McCraney legismertebb drámája a Louisianában játszódó Brother/Sister trilógia, amelyben fontos szerepet kap a joruba mitológia.

## Művei
- Brother/Sister trilógia
  - The Brothers Size
  - In the Red and Brown Water
  - Marcus; Or the Secret of Sweet

- Without/Sin
- Run Mourner, Run
- Wig Out!
- The Breach

## Filmográfia
- 2016 – Holdfény
- 2019 – High Flying Bird[8]

## Díjak és elismerések
- 2007 Whiting Award
- 2008 London's Evening Standard Award a legígéretesebb forgatókönyvért
- 2009 New York Times – a legkiválóbb dráma (The Brothers Size)
- 2009 Steinberg Playwright Award[16]
- 2013 Windham–Campbell Irodalmi Díj[17]
- 2013 MacArthur Ösztöndíj[18][19]
- 2017 Oscar-díj a legjobb adaptált forgatókönyvnek – Holdfény
- 2017 PEN/Laura Pels International Foundation for Theater Award
- 2017 United States Artists Ösztöndíj

## Fordítás
- Ez a szócikk részben vagy egészben  a   Tarell Alvin McCraney című angol Wikipédia-szócikk ezen változatának fordításán alapul.  Az eredeti cikk szerkesztőit annak laptörténete sorolja fel. Ez a jelzés csupán a megfogalmazás eredetét és a szerzői jogokat jelzi, nem szolgál a cikkben szereplő információk forrásmegjelöléseként.